# لحميدات (لمغاوير)
لحميدات هو دُوَّار يقع بجماعة خط أزكان، إقليم آسفي، جهة مراكش آسفي في المملكة المغربية. ينتمي الدوّار لمشيخة لمغاوير التي تضم 18 دوار. يقدر عدد سكانه بـ 509 نسمة حسب الإحصاء الرسمي للسكان والسكنى لسنة 2004.

## روابط خارجية
- البوابة الوطنية للجماعات الترابية نسخة محفوظة 12 مارس 2018 على موقع واي باك مشين.
- المندوبية السامية للتخطيط